# Податок на втечу з Рейху
Податок на втечу з Рейху (нім. Reichsfluchtsteuer) — податок, заснований 8 грудня 1931 року під час Великої депресії. 25-відсотковий податок накладався на емігранта, якщо вартість його майна перевищувала 200 тисяч рейхсмарок, або ж його річний дохід перевищував 20 тисяч рейхсмарок.
До 1933 р. німецький бюджет отримав близько 1 млн марок доходу від цього податку. По мірі зростання нацистського терору і збільшення потоку емігрантів, податок становив все більш значну частину доходів Третього Рейху. У 1933 році дохід від податку становить 17 мільйонів рейхсмарок, а в 1938 році він досяг свого апогею в розмірі 342 мільйонів рейхсмарок. В цілому доходи від «Податку на втечу з Рейху» за весь період його існування склали 941 млн рейхсмарок. До 90 % податкових надходжень становив податок на людей, які покидали Німеччину через переслідування расистського характеру (переважно євреїв).
Якщо до кінця Веймарської республіки податку метою було запобігання еміграції багатих підприємців з Німеччини, то при нацистах, навпаки, поріг оподаткування був знижений з тим, щоб охопити максимально високе число виїжджаючих. При цьому аж до відкритої заборони єврейської еміграції в жовтні 1941 р. нацисти заохочували еміграцію євреїв за умови сплати ними податку.
«Податок на втечу з Рейху», який сплатила Марі Бонапарт, дозволив Зигмунду Фрейду виїхати в червні 1938 року з Відня в Англію.